# 멀티사이트 클라우드
멀티사이트 클라우드(Multisite cloud)는 여러 단일 사이트(또는 데이터 센터)로 구성된 클라우드로, 각 사이트는 동일하거나 다른 제공자에서 제공되며 클라우드 사용자가 명시적으로 접근할 수 있다. 멀티사이트 클라우드 환경에서는 효율적인 처리를 위해서는 프로그램이나 워크플로의 작업을 스케줄링해야 한다.